# Halichoeres ornatissimus
Halichoeres ornatissimus là một loài cá biển thuộc chi Halichoeres trong họ Cá bàng chài. Loài này được mô tả lần đầu tiên vào năm 1863.

## Từ nguyên
Tính từ định danh ornatissimus trong tiếng Latinh mang nghĩa là "được trang trí công phu", hàm ý đề cập đến màu sắc của loài cá này.

## Phạm vi phân bố và môi trường sống
Danh pháp H. ornatissimus trước đây dùng để chỉ một quần thể loài có phạm vi phân bố rộng rãi ở Tây và Trung Thái Bình Dương, cũng như một phần Đông Ấn Độ Dương. Tuy nhiên, bằng chứng di truyền sau đó đã chỉ ra rằng, H. ornatissimus là một nhóm phức hợp loài bao gồm 4 thành viên:
- H. ornatissimus thực sự chỉ giới hạn ở quần đảo Hawaii và đảo Johnston.[4]
- Halichoeres claudia, phạm vi bao gồm các đảo quốc thuộc châu Đại Dương, Indonesia cùng quần đảo Cocos (Keeling) và đảo Giáng Sinh.
- Halichoeres orientalis ở khu vực Đông Á.
- Halichoeres cosmetus từ đảo Giáng Sinh trải dài khắp Ấn Độ Dương.

H. ornatissimus sống trên các rạn san hô viền bờ và trong đầm phá ở độ sâu đến ít nhất là 15 m.

## Mô tả
H. ornatissimus có chiều dài cơ thể lớn nhất được ghi nhận là 16 cm. Cá đực trưởng thành có màu đỏ hồng với những đốm màu xanh lục trên vảy. Đầu có màu xanh lục bảo với các vệt đỏ hồng. Vây lưng và vây hậu môn có các hàng sọc ngang màu xanh lục lam. Vây đuôi màu xanh lam, lốm đốm các vệt xanh lục. Các vây này được viền xanh lam. Cá cái có thêm 2 đốm tròn trêm vây lưng (ở giữa và phía sau của vây).
Oliver Peebles Jenkins đã tạo ra hai danh pháp đồng nghĩa của H. ornatissimus khi ông mô tả H. iridescens và H. lao, lần lượt là kiểu hình của cá đực và cá cái của H. ornatissimus.

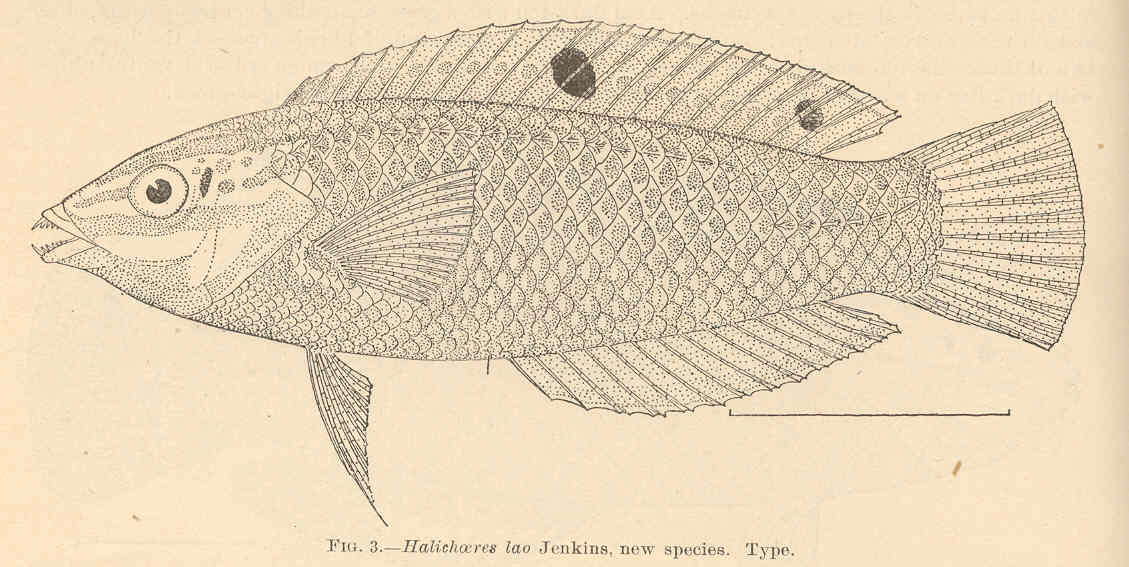
H. lao (= H. ornatissimus cái)
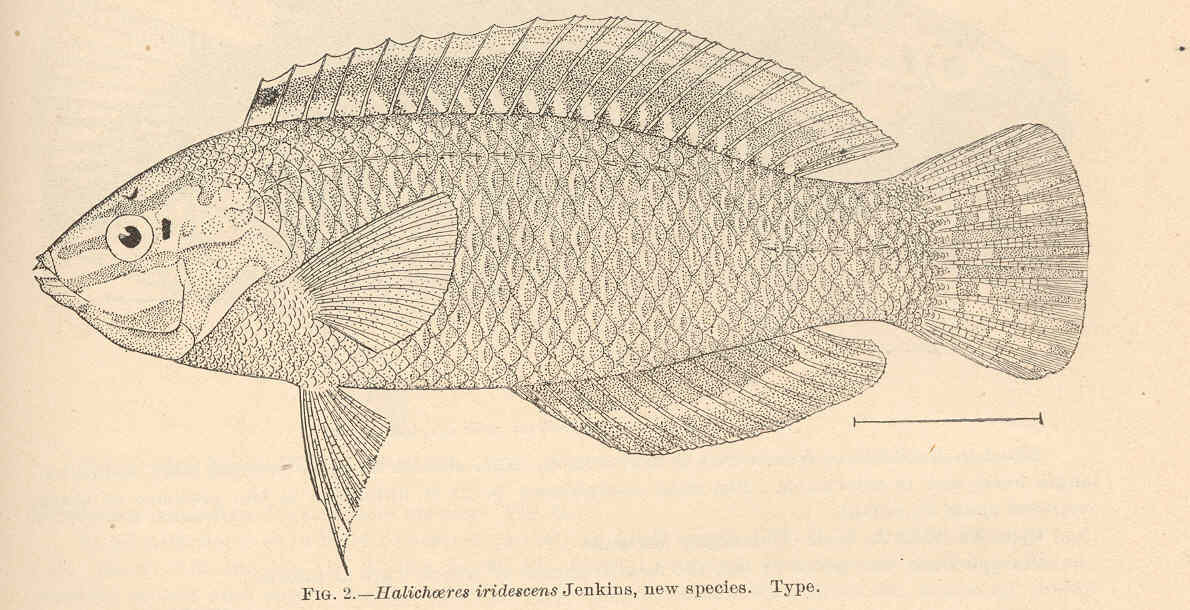
H. iridescens (= H. ornatissimus đực)

## Sinh thái học
Thức ăn của H. ornatissimus bao gồm các loài nhuyễn thể và giáp xác.